# Zaprzytnica
Zaprzytnica – część wsi Sobolew w Polsce, położona w województwie mazowieckim, w powiecie garwolińskim, w gminie Sobolew.
W latach 1975–1998 Zaprzytnica administracyjnie należała do województwa siedleckiego.